# 羅國良
羅國良（？—），香港足球運動員，司職後衛。職業生涯主要於港甲九巴度過。他也曾為香港與中華民國上陣，並代表中華民國參加1958年亞洲運動會等賽事。